# Todd Steussie
Todd Edward Steussie (Canoga Park, 1º dicembre 1970) è un ex giocatore di football americano statunitense che ha giocato nel ruolo di offensive guard nella National Football League (NFL).

## Biografia
Al college Steussie giocò a football a California. Fu scelto come 19º assoluto nel Draft NFL 1994 dai Minnesota Vikings. Vi giocò per sette stagioni, venendo convocato per due Pro Bowl nel 1997 e 1998, disputando dieci gare di playoff, incluse due finali della NFC (1998 e 2000). Nel 2001 firmò coi Carolina Panthers, con cui due anni dopo raggiunse il Super Bowl XXXVIII, perso contro i New England Patriots. Fu svincolato a fine stagione
Steussie giocò in seguito coi Tampa Bay Buccaneers e si unì ai St. Louis Rams nel 2006, dove tornò a partire come titolare per la prima volta dalla gara del quinto turno del 2004. Quell'anno bloccò per Steven Jackson e Marc Bulger che furono convocati entrambi per il Pro Bowl. Si ritirò dopo la stagione 2007.

## Palmarès

### Franchigia
- National Football Conference Championship: 1

Carolina Panthers: 2003

### Individuale
- Convocazioni al Pro Bowl: 2

1997, 1998
- PFWA All-Rookie Team - 1994

## Statistiche
| Partite totali      | 213 |
| Partite da titolare | 185 |